# Nazir Peroz
Nazir Peroz (* 1955 in Kabul) ist ein afghanisch-deutscher Informatiker und Hochschullehrer. Schwerpunkt seiner Aktivitäten ist die Forschung und Beratung zur Entwicklung der IT in Afghanistan und anderen als Entwicklungsländer bezeichneten Ländern. 

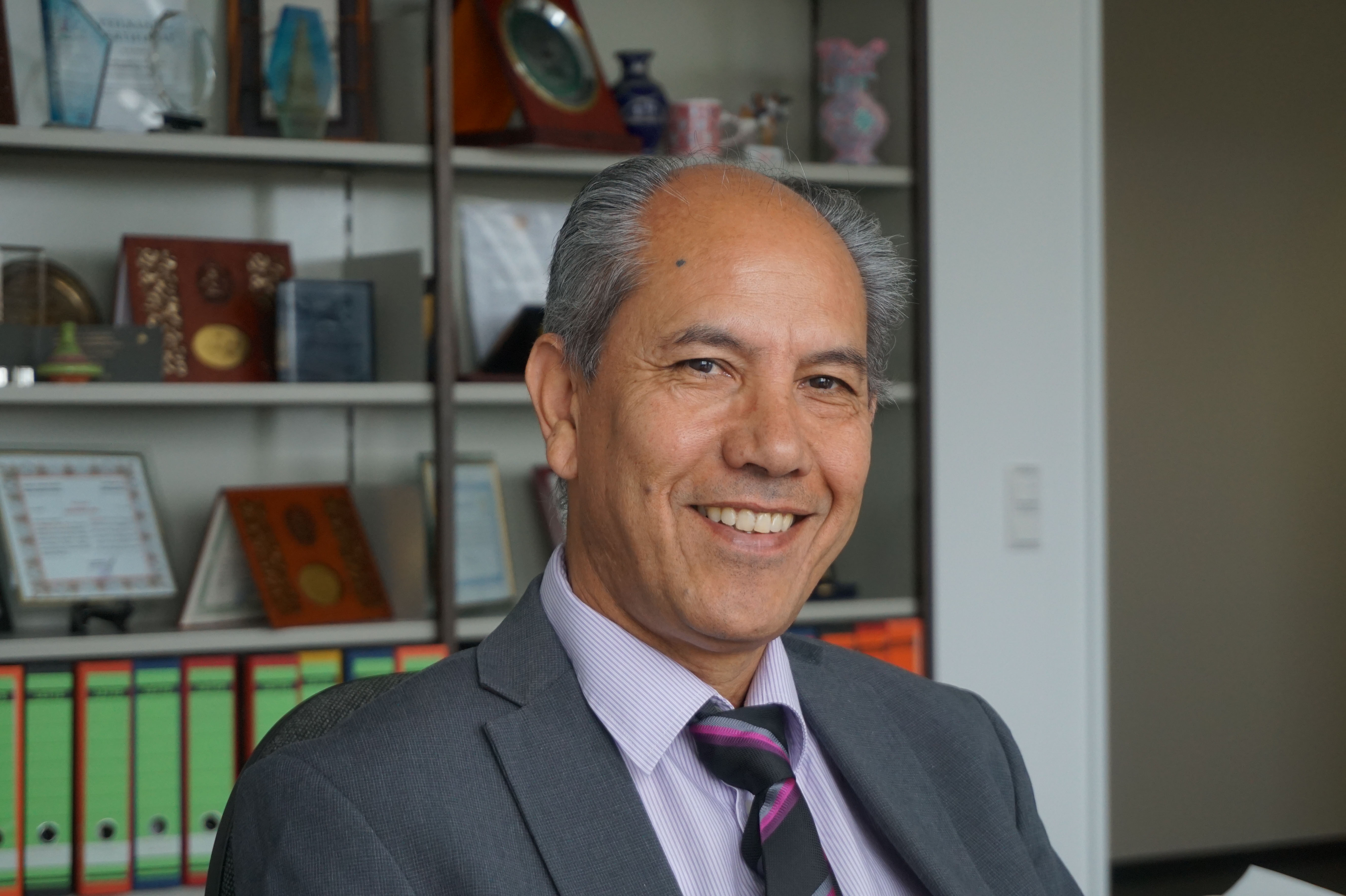
Nazir Peroz, Porträt

## Werdegang
Peroz verbrachte seine Kindheit und Jugend in Afghanistan. Nach dem Abitur an der Kabuler Ghazi-Schule entschloss er sich 1977, in Deutschland zu studieren, da damals bereits Verwandte von ihm in West-Berlin lebten. Er schloss zunächst das Studienkolleg an der Freien Universität Berlin ab und begann 1979 mit dem Studium der Informatik an der Technischen Universität Berlin, das er 1986 als Diplom-Ingenieur abschloss. Am damaligen Fachbereich Informatik der TU Berlin (heute Fakultät für Elektrotechnik und Informatik) war er danach zwei Semester lang Lehrbeauftragter für das Fach Wissensbasierte Systeme.
1988 richtete die TU Berlin auf Antrag von Christiane Floyd, damalige Dekanin und Vertrauensdozenten für ausländische Studierende, eine Stelle als wissenschaftlicher Mitarbeiter für Peroz ein, dessen Aufgaben zu 50 % aus Lehre und Forschung im Fachgebiet Wissensbasierte Systeme und zu 50 % aus der Betreuung ausländischer Studierender bestand. Die fünf Jahre, die Peroz diese Stelle besetzte, nutzte er für seine Promotion zum Dr.-Ing. und für die Entwicklung und Umsetzung vieler Ideen und Konzepte zur Verbesserung der Situation ausländischer Studierender. 1993 erhielt Peroz eine Dauerstelle als wissenschaftlicher Mitarbeiter am Arbeitsgebiet Informatik und Entwicklungsländer an der Fakultät Elektrotechnik und Informatik der TU Berlin.
1999 gründete Peroz an seiner Fakultät das Zentrum für internationale und interkulturelle Kommunikation (ZiiK), dass er von 2000 bis 2021 leitete. In dieser Funktion wirkte er seit 2001 aktiv am Wiederaufbau seines Heimatlandes Afghanistan mit. Zwischen 2003 und 2014 errichtete er fünf IT-Center an den Universitäten Kabul, Herat, Nangarhar, Balkh und Kandahar. 2007 etablierte er ein Informatik-Masterprogramm für afghanische Dozenten an der TU Berlin und gründete ein IT-Kompetenzzentrum in Kabul (ITCC Afghanistan). Viele im Rahmen seiner Aktivitäten ausgebildete afghanische Studierende bekleiden inzwischen einflussreiche Positionen in Wirtschaft und der Verwaltung in Afghanistan oder sind Persönlichkeiten des öffentlichen Lebens, z. B. Roya Mahboob.
Peroz ist Fachexperte am Fachbereich Informatik und Gesellschaft der Gesellschaft für Informatik (GI e. V.), von 1996 bis 2010 dort als Sprecher der Fachgruppe „Informatik und Dritte Welt“ (heute „Informatik und soziale Entwicklung“). Von 1996 bis 2006 war er Mitglied der Entwicklungsplanung der TU Berlin, seit 2002 Fachkoordinator des DAAD im Bereich Informationstechnologie und Informatik für Afghanistan, von 2003 bis 2021 Berater des afghanischen Hochschulministeriums, seit 2017 „Brain City Berlin-Botschafter“.
Peroz ist verheiratet und hat 2 Kinder.

## Forschungsschwerpunkte
- Verbesserung der Situation ausländischer Studierender
- Nachhaltiger und effektiver Einsatz von IT in armen Ländern
- Entwicklung von IT-Strukturen in armen Ländern und Krisenländern

## Positionen und öffentliche Aktivitäten
Peroz tritt öffentlich als Experte für die Entwicklung der IT in Afghanistan auf. Er kritisiert Fehler bei Entwicklungsinitiativen für Afghanistan und andere als Entwicklungsländer eingeordnete Länder.
Peroz kritisiert, dass Konzepte für reiche Industrieländer nicht einfach auf andere Länder übertragbar sind. Ein weiteres Problem sieht er, wenn Hardware bereitgestellt wird ohne entsprechende Infrastruktur und Ausbildung sicherzustellen.

## Ehrungen und Auszeichnungen
- 2000: Ehrung für besondere Betreuung ausländischer Studierender durch den damaligen Bundesaußenminister Joschka Fischer
- 2012: Ehrenprofessor der Universität Herat[8]
- 2015: Preis der Fakultät Elektrotechnik und Informatik[9]
- 2016: Sayed Dschamal ad-Din Afghani Medaille, höchste staatliche Auszeichnung im Bereich Wissenschaft in Afghanistan[10]

## Veröffentlichungen (Auswahl)
- B. Mahr, N. Peroz: Establishing Academic Structures in Computer Science at Herat University. IKO-Verlag, 2006, ISBN 3-88939-832-4.
- N. Peroz: Framework for a Functional IT Supply in Higher Education in Afghanistan. LIT-Verlag, 2009, ISBN 978-3-643-10225-6.
- N. Peroz: Strategieentwicklung für bestimmte Entwicklungsländer im Bereich Informationstechnologie. book on demand, ISBN 978-3-86805-672-3.
- N. Peroz: Digitale Revolution? Soziale Netzwerke in Nordafrika. In: Wissenschaft & Frieden. Nr. 4, 2011, S. 31–32. (wissenschaft-und-frieden.de)
- N. Peroz: Establishing IT Structures at Kabul University. IKO-Verlag, 2013, ISBN 978-3-88939-896-3
- N. Peroz: Nehmen und Geben: Ein afghanisch-deutsches Lebenswerk, 2023, Europa Edizioni srl, ISBN 9791220140553

## Mitgliedschaften (Auswahl)
- Société Imaginaire des Künstlers Batuz
- Fachbereich Informatik und Gesellschaft der Gesellschaft für Informatik e.V.
- Deutsch Afghanische Universitäten-Gesellschaft
- ITCC-Afghanistan